# Martial Roman
Martial Roman (Saint-Astier, 30 november 1987) is een Frans wielrenner.

## Carrière
In 2007 werd Roman vierde in La Roue Tourangelle, dat toen een 1.2-classificatie had. In 2016 behaalde hij zijn eerste UCI-overwinning door de tweede etappe van de GP Chantal Biya op zijn naam te schrijven. Door zijn overwinning steeg hij van de zesde naar de derde plaats in het algemeen klassement. Een dag later nam hij de leiderstrui over van Dimitri Bussard, die ruim zes minuten later dan Roman finishte. In de laatste etappe deed Simon Guglielmi nog een poging Roman van de eerste plaats te verstoten, maar hij kwam vijf seconden te kort om de leiding over te nemen en eindigde als tweede in het algemeen klassement, dat dus werd gewonnen door Roman.

## Overwinningen
2016
2e etappe GP Chantal Biya
Eindklassement GP Chantal Biya

## Ploegen
- 2011 –  Atlas Personal
- 2015 –  Veranclassic-Ekoi (tot 25-11)